# Frankfurt Galaxy (ELF)
Frankfurt Galaxy er en tysk amerikansk fodboldklub i Frankfurt am Main, Tyskland, som blev stiftet i 2021. Frankfurt Galaxy er efterfølgeren til Frankfurt Galaxy fra det daværende NFL Europe. Holdets farver er lilla og guld. Klubbens hjemmekampe spilles på PSD Bank Arena. Holdet spiller i European League of Football (ELF).

## Meritter
- Vinder ELF Bowl: 2021
- Mester ELF Syd: 2021